# استان چانتابوری

نقشهٔ تایلند و جایگاه استان چانتابوری.

استان چانتابوری یکی از استانهای کشور تایلند است. مساحت آن ۶۳۳۸ کیلومترمربع می‌باشد. جمعیت این استان در سال ۲۰۰۰ بالغ بر ۴۸۰۰۰۰ نفر برآورد شده‌است.
استان چانتابوری از نظر تقسیمات کشوری بخشی از ناحیه شرق تایلند به حساب می‌آید. مرکز این استان شهر چانتابوری است.